# 114P/Wiseman-Skiff
Pour les articles homonymes, voir Wiseman et Skiff (homonymie).
114P/Wiseman-Skiff est une comète périodique du système solaire, découverte le 28 décembre 1986 par Jennifer Wiseman et Brian A. Skiff à la station Anderson Mesa de l'observatoire Lowell.
Cette comète est associée aux céphéides martiens, une pluie de météores sur Mars.